# Marienkapelle (Vild)

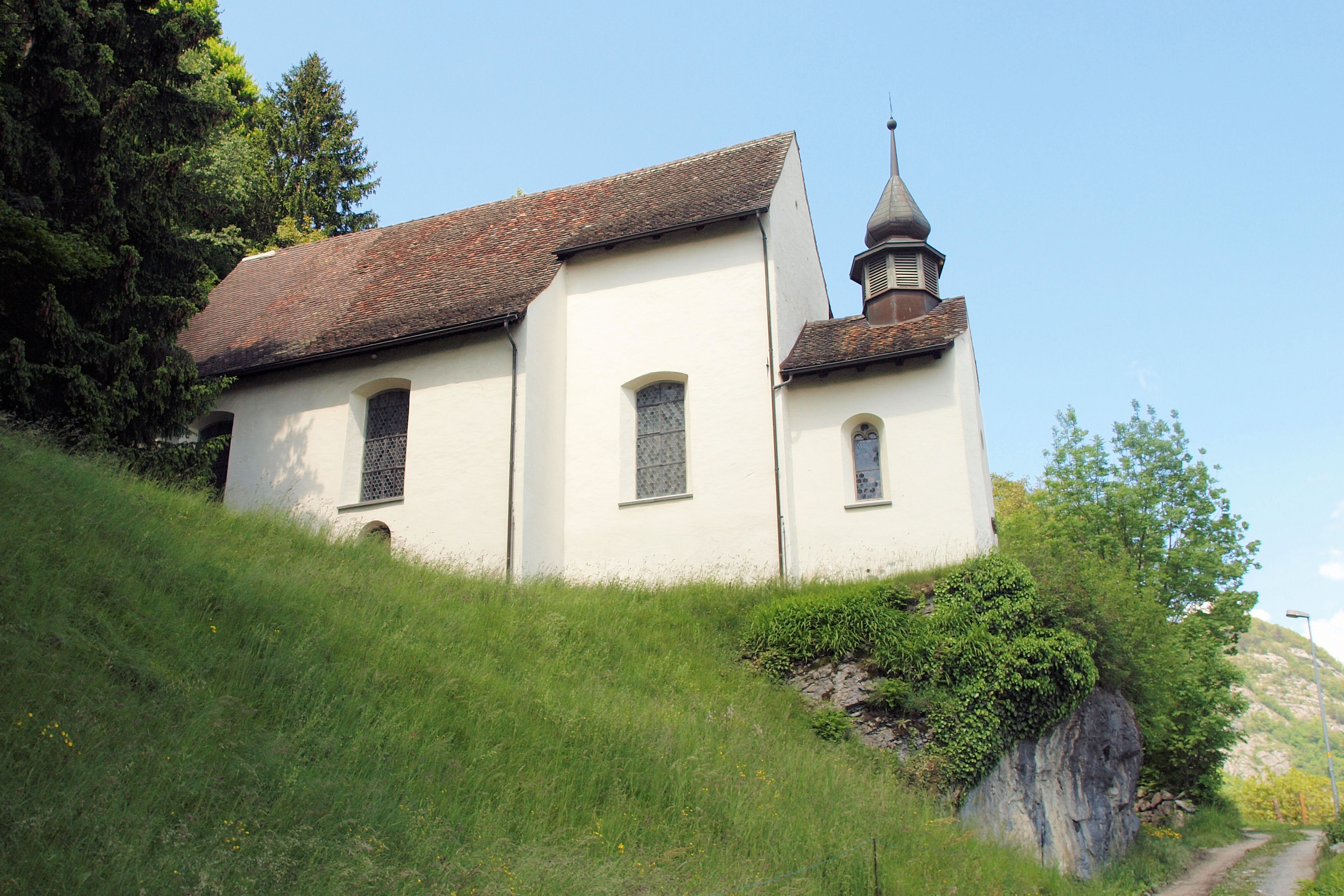
Die Marienkapelle in Vild

Die Marienkapelle in Vild steht am Beginn des Saumweges über Matug ins Rheintal. Die Kapelle ist als Kulturgut von regionaler Bedeutung eingestuft und steht somit unter Denkmalschutz.

## Geschichte
An der heutigen Stelle stand vor der Kapelle ein Bildstock, der im Jahr 1484 erstmals erwähnt wird. 1602 wurde von Christoffel Geel und seiner Ehefrau Anna Bantlin der Grundstein für eine Marienkapelle gelegt. Diese Kapelle wurde am 26. Oktober 1606 oder 26. Dezember 1606 von Bischof Johannes V. Flugi zu Ehren der Gottesmutter Maria geweiht. Die Kapelle wurde 1628 und 1692 erweitert. Die alten Bauteile wurden dabei als Chor weiterverwendet. Der ursprüngliche Teil von 1606 diente nach 1624 als offene Sakristei. Die Wände wurden 1624 bemalt, wobei 1946 nur das Verkündigungsbild versiegelt werden konnte. Die beiden anderen Gemälde an den Längsseiten, die im Visitationsregress  von 1639/40 beschrieben wurden, waren nicht mehr vorhanden. 
1798 wurde die Kapelle durch die Franzosen verwüstet und 1809 wieder aufgebaut. 1945 wurde der Hochaltar an die Rückwand versetzt. Die Kapelle wurde zwischen 1975 und 1981 renoviert und dabei die Disposition vor 1945  so weit möglich wiederhergestellt.
Die Wandmalereien im Innern stammen aus dem Jahr 1628. Der heutige Hochaltar wurde 1685 eingebaut. Im Turm hängen zwei Glocken aus der Gründerzeit.